# Волтуреле (Мачерата)
Волтуреле је насеље у Италији у округу Мачерата, региону Марке.
Према процени из 2011. у насељу је живело 30 становника. Насеље се налази на надморској висини од 213 м.